# Hidetoshi Takeda
Hidetoshi Takeda (jap. 武田 英寿, Takeda Hidetoshi; * 15. September 2001 in Sendai, Präfektur Miyagi) ist ein japanischer Fußballspieler.

## Karriere

### Verein
Hidetoshi Takeda erlernte das Fußballspielen in der Jugendmannschaften des Nakano FC und Vegalta Sendai sowie in den Schulmannschaften der Aomori Yamada School. Seinen ersten Vertrag unterschrieb er 2020 bei den Urawa Red Diamonds. Der Verein aus Saitama spielte in der höchsten Liga des Landes, der J1 League. Sein Erstligadebüt gab er am 12. Dezember 2020 im Heimspiel gegen Shonan Bellmare. Hier wurde er in der 86. Minute für Quenten Martinus eingewechselt. Ende Juli 2021 wurde er an den Zweitligisten FC Ryūkyū ausgeliehen. Für Ryūkyū stand er 15-mal in der zweiten Liga auf dem Spielfeld. Nach Ende der Ausleihe wechselte er im Februar 2022 ebenfalls auf Leihbasis zum Zweitligisten Ōmiya Ardija. Für den Verein aus Saitama bestritt er 31 Ligaspiele. Die Saison 2023 spielte er 38-mal auf Leihbasis in Mito beim Zweitligisten Mito Hollyhock. Zu Beginn der Saison 2024 kehrte er zu den Reds zurück. Nach insgesamt 25 Ligaspielen für die Reds wechselte er im Januar 2025 nach Sendai zum Zweitligisten Vegalta Sendai.

### Nationalmannschaft
Hidetoshi Takeda spielte 2019 dreimal in der japanischen U18-Nationalmannschaft.

## Erfolge
Urawa Red Diamonds
- Japanischer Pokalsieger: 2021